# جيوفري روبرت غاردنر
جيوفري روبرت غاردنر (بالإنجليزية: Geoffrey Robert Gardner)‏ هو سياسي أسترالي، ولد في 1960.